# Бер, Михаэль Вильгельм Йозеф
Михаэль Вильгельм Йозеф Бер (нем. Michael Wilhelm Joseph Behr; 1775—1851) — немецкий политик, юрист, писатель

, публицист и педагог; первый мэр Вюрцбурга (1821-1832), член (баварской) палаты депутатов (Kammer der Abgeordneten; 1819) и Франкфуртского национального собрания (1848).

## Биография
Родился 26 августа 1775 года в Зульцхайме в земле Бавария в семье судебного чиновника. 

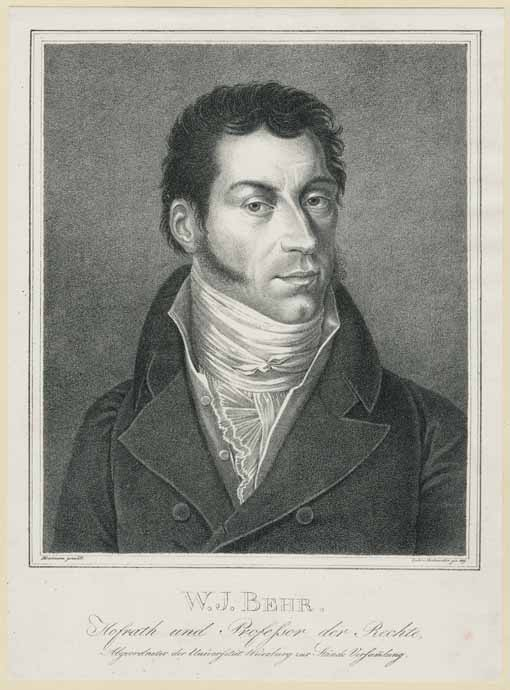
Вильгельм Йозеф Бер
(художник Ludwig Albert von Montmorillon ~ 1819 год)

С 1799 по 1821 год Михаэль Вильгельм Йозеф Бер был профессором государственного права в Вюрцбургском университете. Посланный университетом в баварскую палату, он принадлежал к оппозиции и за свою приверженность конституционным началам был избран бургомистром Вюрцбурга. Этим он возбудил против себя нерасположение правительства, и на выборах 1831 года король Баварии Максимилиан I отказал ему в утверждении, как состоящему на государственной службе. 
За речь, произнесенную им на баварском конституционном празднике в Гайбахе 27 мая 1832 года, Бер был арестован и после долголетнего предварительного заключения, несмотря на его заверения о верности принципам монархии, был приговорён в 1836 году за участие в демагогических происках и оскорбление величества к покаянию перед портретом короля и к бессрочному заключению в крепости, где Бер просидел шесть лет. 
В 1842 году Вильгельму Йозефу Беру было дано разрешение поселиться в Регенсбурге под строгим надзором полиции, и только революция 1848 года возвратила маститому старцу полную свободу; он немедленно был избран в германский парламент. 
Михаэль Вильгельм Йозеф Бер скончался 1 августа 1851 в городе Бамберге.